# Villeneuve-la-Lionne
Villeneuve-la-Lionne is een gemeente in het Franse departement Marne (regio Grand Est) en telt 246 inwoners (1999). De plaats maakt deel uit van het arrondissement Épernay.

## Geografie
De oppervlakte van Villeneuve-la-Lionne bedraagt 14,8 km², de bevolkingsdichtheid is 16,6 inwoners per km².
De onderstaande kaart toont de ligging van Villeneuve-la-Lionne met de belangrijkste infrastructuur en aangrenzende gemeenten.

## Demografie
Onderstaande figuur toont het verloop van het inwonertal (bron: INSEE-tellingen).